# YouTube Premium
YouTube Premium (anteriorment YouTube Red) és un servei de subscripció de transmissió de pagament per YouTube que proporciona transmissió sense publicitat de tots els vídeos allotjats a YouTube, contingut original exclusiu produït en col·laboració amb els principals creadors del lloc, així com la reproducció sense connexió i la reproducció de vídeos en segon pla en dispositius mòbils.
El servei es va llançar originalment el novembre de 2014 com a Music Key, que oferia només la transmissió de música i vídeos musicals sense publicitat de les discogràfiques participants a YouTube i Google Play Music. El servei va ser després revisat i rellançat com YouTube Red el 31 d'octubre de 2015, ampliant el seu abast per oferir accés sense publicitat a tots els vídeos de YouTube, en lloc de només música. YouTube va anunciar el canvi del nom de la marca del servei a YouTube Premium el 17 de maig de 2018, juntament amb el retorn d'un servei de subscripció de YouTube Music per separat.

## Història

Logotip de YouTube Red entre 2017 i 2018.

El servei es va donar a conèixer per primera vegada el novembre de 2014 com a Music Key, com una col·laboració entre YouTube i Google Play Music, i pretenia substituir el servei de subscripció del primer. Music Key oferia la reproducció sense anuncis dels vídeos musicals de les discogràfiques participants allotjades a YouTube, així com la reproducció en segon pla i sense connexió de vídeos musicals en dispositius mòbils des de l'aplicació de YouTube. El servei també incloïa accés a Google Play Music All Access, que proporciona transmissió d'àudio sense anuncis d'una biblioteca de música. A part de Music Key, Google també va introduir una integració més estreta entre Play Music i les aplicacions de YouTube, inclòs l'intercanvi de recomanacions musicals i l'accés als vídeos musicals de YouTube des de l'aplicació Play Music. Music Key no va ser la primera incursió de YouTube en contingut premium, ja que el 2010 va fer disponible el lloguer de pel·lícules i el 2013 va llançar els canals premium per subscripció.
Durant la seva versió beta de només invitació, Music Key va rebre crítiques mixtes a causa de l'abast limitat de la seva oferta. El director de negocis de YouTube, Robert Kyncl, va explicar que la seva filla estava confosa perquè els vídeos de cançons de Frozen no comptaven com a "música" entre els algoritmes del servei, i, per tant, no estaven lliures de publicitat. Aquestes preocupacions i unes altres van conduir a una renovació del concepte de Music Key per crear YouTube Red. A diferència de Music Key, YouTube Red va ser dissenyat per proporcionar transmissió sense anuncis a tots els vídeos, en lloc de només contingut musical. Aquest canvi va requerir que YouTube sol·licités permís als creadors de contingut i els titulars de drets per permetre que el seu contingut fos part del servei sense publicitat. Segons els nous termes del contracte, els socis rebrien una part dels ingressos totals de les subscripcions de YouTube Red, determinada segons la quantitat de contingut consumida pels seus subscriptors. 
YouTube també va intentar competir amb portals com Hulu i Netflix en oferir contingut original com a part del seu servei de subscripció, aprofitant personalitats destacades de YouTube en combinació amb productors professionals. Robert Kyncl va reconèixer que, si bé moltes de les personalitats prominents de YouTube havien construït una base de seguidors i un contingut mentre operaven amb un "pressupost reduït", va admetre que "per escalar, es necessita un tipus diferent d'empresa, un tipus diferent d'habilitats" com explicar històries i "showrunning". La destacada personalitat de YouTube, PewDiePie, que va participar en un dels originals planificats per al servei i va explicar que el servei estava destinat a mitigar els beneficis perduts a causa de l'ús de bloqueig d'anuncis.
YouTube Red es va presentar oficialment el 21 d'octubre de 2015. El 18 de maig de 2016, YouTube Xarxa i YouTube Music es van llançar a Austràlia i Nova Zelanda, els primers països en obtenir accés al servei fora dels Estats Units.
El 3 d'agost de 2016, es va agregar el suport de YouTube Red a l'aplicació YouTube Kids. Aquell mateix mes es va llançar el servei a Mèxic.
El 6 de desembre de 2016, YouTube Red es va expandir a Corea del Sud.
El 17 de maig de 2018, YouTube va anunciar el proper canvi de marca del servei com a YouTube Premium, que va entrar oficialment en vigència el 18 de juny. El canvi de marca es va produir juntament amb el rellançament de YouTube Music, amb un servei de subscripció per separat centrat exclusivament en la música (que, com abans, s'inclou amb el servei de YouTube Premium més gran, i també s'oferireix als subscriptors de Google Play Music). YouTube també va anunciar que el preu del servei augmentaria d'US$9.99 (que servirà com el preu del servei YouTube Music Premium) a US$11.99 al mes per als nous subscriptors. Juntament amb el canvi de nom, els serveis també es van expandir al Canadà i 11 mercats europeus (inclosos Alemanya, Àustria, Espanya, Finlàndia, França, Irlanda, Itàlia, Noruega, Regne Unit, Rússia i Suècia), amb més països per afegir a la llista en un futur. El 28 d'agost de 2018, YouTube Premium es va expandir a Bèlgica, Dinamarca, Luxemburg i els Països Baixos. El 13 de novembre de 2018, YouTube Premium es va expandir a Xile, Colòmbia, Japó, Perú i Ucraïna. El 14 de novembre de 2018, YouTube Premium es va expandir a Suïssa i més mercats.

## Característiques
Una subscripció Premium de YouTube permet als usuaris veure vídeos a YouTube sense publicitat des de la pàgina web i des de les seves aplicacions mòbils, incloses les aplicacions dedicades a YouTube Music, YouTube Gaming i YouTube Kids. A través de les aplicacions, els usuaris també poden guardar vídeos en els seus dispositius per veure'ls sense connexió, reproduir-los en segon pla i de manera de Picture-in-Picture en Android Oreig. YouTube Premium també ofereix contingut original exclusiu per als subscriptors, creat i publicat pels creadors més grans de YouTube. El servei també ofereix transmissió de música sense publicitat a través dels serveis YouTube Music Premium i Google Play Music.

## Contingut
YouTube Premium ofereix pel·lícules originals i sèries produïdes en col·laboració amb estudis professionals i personalitats de YouTube.
Per a sèries de diversos episodis, el primer episodi d'una sèrie original de YouTube Premium està disponible de manera gratuïta. Als països seleccionats on el servei encara no està disponible, els episodis individuals també es poden comprar a través de YouTube o Google Play Movies & TV.
El novembre de 2018, es va anunciar que Google estava planejant ajustar la seva estratègia de contingut original de YouTube Premium amb un enfocament de «llista única», amb plans de fer que més contingut original estigui disponible sense pagar en una base publicitària per al 2020. La subscripció Premium encara cobriria accés lliure de publicitat i les finestres d'exclusivitat cronometrada per al contingut original.

## Recepció

### Termes de llicència
El maig de 2014, abans de la presentació oficial del servei Music Key, l'organització de comerç de música independent Worldwide Independent Network va al·legar que YouTube estava utilitzant contractes no negociables amb discogràfiques independents que estaven "infravalorades" en comparació amb altres serveis de transmissió, i va declarar que YouTube havia amenaçat amb bloquejar els vídeos d'una discogràfica d'accés públic si no estaven d'acord amb els nous termes. En una declaració al Financial Times el juny de 2014, Robert Kyncl va confirmar que aquestes mesures eren "per garantir que tot el contingut de la plataforma es regeixi pels seus nous termes contractuals". En afirmar que el 90 % de les discogràfiques havien arribat a acords, va agregar que "si bé desitgem tenir una taxa d'èxit del 100 %, entenem que no és un objectiu assolible i, per tant, és la nostra responsabilitat de cara als usuaris i la indústria llançar una experiència musical millorada". Més tard, el Financial Times va informar que YouTube havia arribat a un acord global amb Merlin Network, un grup comercial que representa a més de 20,000 segells independents per a la seva inclusió en el servei. No obstant això, YouTube no ha confirmat el tracte.
Després de la presentació de YouTube Red, es va afirmar que aquests mateixos requisits contractuals ara s'aplicarien a tots els membres del Programa de Socis de YouTube. Als socis que no acceptessin els nous termes i acords de repartiment d'ingressos relacionats amb el servei YouTube Red se'ls bloquejarien completament els vídeos a les regions on YouTube Red estigui disponible. Els canals de YouTube d'ESPN van ser una part notablement afectada pel canvi. Un representant de la matriu d'ESPN, The Walt Disney Company, va declarar que els conflictes amb els titulars de drets de tercers en relació amb el material esportiu contingut en els vídeos de YouTube de ESPN impedien que se'ls distribuís sota els nous termes. Una quantitat limitada de vídeos antics roman encara al canal principal d'ESPN.
De la mateixa manera, una gran quantitat de contingut amb llicència de segells discogràfics japonesos i coreans va deixar d'estar disponible a les regions on YouTube Red estava disponible. Es creia que la possibilitat de descarregar vídeos per veure'ls sense connexió a YouTube Red era un motiu de dubte per a les empreses de mitjans japoneses a causa de la necessitat de controlar quan, on i com s'usa el contingut d'acord amb les lleis de copyright japoneses, d'aquí que el seu contingut fos bloquejat sota els nous requisits.